# Meteorologie
Meteorologie of weerkunde is de studie van het weer; de dagelijkse condities van de atmosfeer. Zij houdt zich vooral bezig met het actuele weer, het historische weer en de weersverwachtingen, zowel algemene als meer specifieke voor bijvoorbeeld landbouw, luchtvaart en watersport. De nauw verwante klimatologie bestudeert het klimaat.

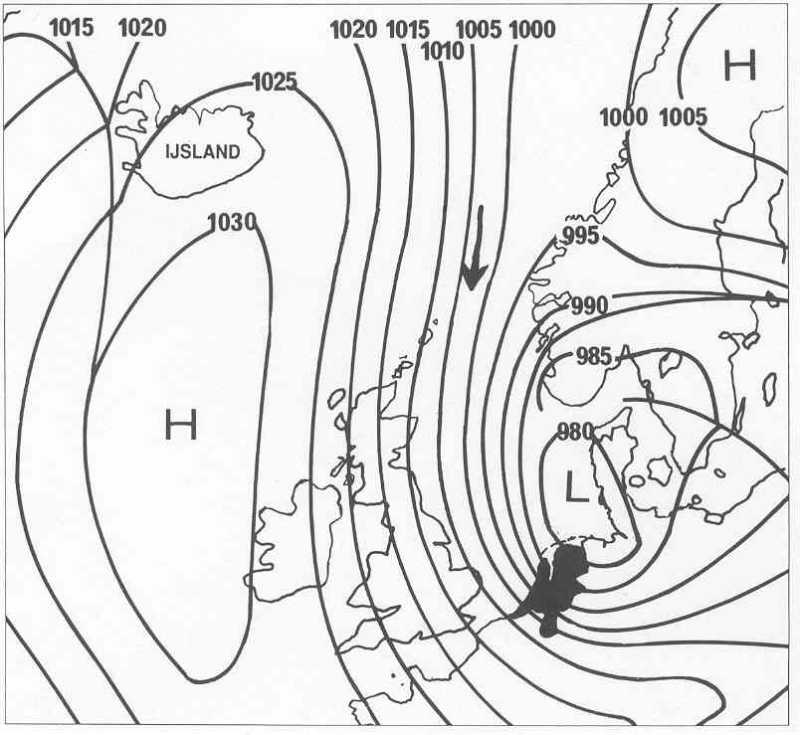
Weerkaart van het Nederlands meteorologisch instituut KNMI

## Geschiedenis van de weerkunde
Het woord meteorologie is afkomstig van het boek Meteorologica door Aristoteles uit ongeveer 340 v.Chr. Aristoteles combineerde hierin waarnemingen met speculaties over de oorzaken van verschijnselen aan het firmament. Het Griekse woord meteoron refereert aan zaken hoog in de lucht, dat wil zeggen, tussen de aarde en de sterren. Logos betekent studie. Een vergelijkbaar werk, Boek der tekens werd door Theophrastus, als leerling van Aristoteles, gepubliceerd. Het concentreerde zich meer op het voorspellen van het weer zonder afzonderlijke verschijnselen te verklaren of naar de oorzaak te vragen.
Voor verdere voortgang op meteorologisch gebied bleken nauwkeurige meetinstrumenten noodzakelijk. Deze kwamen tijdens en na de renaissance beschikbaar: Galileo construeerde de thermometer in de 16e eeuw, gevolgd door Torricelli's uitvinding van de barometer in 1643. Het verband tussen de luchtdruk en de hoogte werd door Blaise Pascal en René Descartes aangetoond. De anemometer voor het meten van windsnelheden werd in 1667 door Robert Hooke gebouwd. Horace de Saussure maakte de lijst van belangrijke meteorologische instrumenten in 1780 volledig met de uitvinding van de hygrometer, die de luchtvochtigheid meet.
Andere ontwikkelingen vonden plaats in de natuurkunde, bijvoorbeeld met het onderzoek naar het verband tussen gasvolume en druk door Robert Boyle, met de opkomst van de thermodynamica en met de experimenten aan bliksem door Benjamin Franklin.
De eerste die onderkende dat de rotatie van de aarde een rol speelt in de bewegingen van de atmosfeer was George Hadley, in 1735. Later werk van Ferrel, gepubliceerd in 1856, beschreef effecten in de atmosfeer die tegenwoordig corioliseffecten worden genoemd, waarmee de richting waarin de wind draait verklaard kan worden. Later werd het duidelijk dat de door Ferrel beschreven effecten eerder beschreven waren door Gustave-Gaspard Coriolis in 1835, strikt in samenhang met mechanische roterende systemen, zoals een waterrad, of een machine met bewegende onderdelen. Omdat Coriolis het principe van het effect als eerste had beschreven, werd in de meteorologie de term corioliseffect overgenomen.
Luke Howard en Francis Beaufort stelden in 1803 resp. 1806 een classificatie voor wolken en windsnelheden op. De uitvinding van de telegraaf in 1843 bracht een doorbraak, doordat gegevens over grote afstanden nu snel vergelijkbaar werden.
Waar aan het begin van de 20e eeuw theoretische studies naar de atmosfeer nog analytisch plaatsvonden door stelsels differentiaalvergelijkingen op te lossen en relatief onbelangrijke termen te verwaarlozen, werden na 1950 numerieke berekeningen met computers mogelijk.
In de jaren zestig begreep Edward Lorenz het chaotische karakter van de atmosfeer en stelde de chaostheorie op. De resultaten van deze theorie filterden langzaam in de meteorologie terug, en maakten het mogelijk de grenzen van voorspelbaarheid aan te geven.
In 1960 volgde de lancering van de Tiros 1, de eerste weersatelliet. Hierdoor kwam nieuwe informatie beschikbaar, en werd de informatie ook wereldwijd beschikbaar. Sindsdien zijn weersatellieten samen met andere de aarde observerende satellieten een onmisbaar instrument geworden bij uiteenlopende verschijnselen als bosbranden en El Niño.

## Mens en weer
Het weer heeft invloed op de mens, maar de mens heeft ook invloed op het weer. In de eerste plaats stoten menselijke activiteiten stoffen uit die in de atmosfeer terechtkomen. De toename van de hoeveelheid kooldioxide in de atmosfeer lijkt als gevolg te hebben dat het klimaat warmer wordt. Uitstoot van stoffen die de ozonlaag afbreken veroorzaakt dat er meer ultraviolette straling op de aarde terechtkomt. Lokale luchtvervuiling kan smog veroorzaken. Naast deze onopzettelijke invloeden van de mens op het weer kan men ook opzettelijk het weer veranderen door regen te maken.

## Klimatologie
Met de komst van nieuwe supercomputers zoals de Earth Simulator in Japan, zijn numerieke benaderingen van ongekende nauwkeurigheid mogelijk geworden.
Deze ontwikkeling is niet alleen mogelijk door de toegenomen rekenkracht en beschikbaarheid van grote hoeveelheden gegevens, maar ook door de ontwikkeling van krachtige modellen waarin van de aarde niet alleen de atmosfeer, maar ook de oceanen, vegetatie, en menselijke invloed is opgenomen. De aarde wordt dus als een geïntegreerd en samenhangend systeem gezien, zodat er over werkelijke Earth System Modeling gesproken kan worden.
Ook regionale modellen worden steeds bruikbaarder om de effecten van plaatselijke grote regenval (Midden-Europa, 2002) en hittegolven (2003) in Europa plaatselijk op effecten te kunnen beoordelen en tijdig maatregelen te kunnen nemen.
Meteorologen hebben ook een belangrijke voorlichtingstaak. Dit geldt zowel voor de weersvoorspellingen die van dag tot dag worden uitgebracht, als voor het verstrekken van wetenschappelijk verantwoorde en begrijpelijke informatie over onderwerpen als de ozonlaag, klimaatverandering, stijgend zeeniveau, ontbossing. Objectieve informatie is van groot belang om tegenwicht te bieden aan bewuste of onbewuste selectieve informatievoorziening door splintergroepen.

## Sleutelwoorden uit de meteorologie

### Wind
- schaal van Beaufort
- wervelwind - windhoos - waterhoos - stofhoos - tornado
- storm - orkaan (ook: hurricane, tyfoon of cycloon) - zandstorm
- sirocco - mistral - landwind - zeewind - föhn - zomerstorm
- straalstroom

### Luchtdruk
- hogedrukgebied - lagedrukgebied - polar low

### Temperatuur
- vorst - dooi - koudegetal - koudegolf
- gevoelstemperatuur
- warme dag - zomerse dag - tropische dag - hittegolf - warmtegetal

### Neerslag
- regen - motregen - sneeuw - ijsregen - hagel - ijzel
- dauw - rijp - ruige rijp
- bui - onweersbui - wolkbreuk - onweer - bliksem - moesson

### Wolken
- altocumulus - altostratus - cumulonimbus - nimbostratus - lenticularis - cirrus - cirrocumulus - parelmoerwolk - lichtende nachtwolk
- blauwe lucht

### Luchtvochtigheid
- relatieve vochtigheid - dauwpunt - mist
- droogte - verdamping

### Zon
- zonkracht - regenboog - jakobsladder

### Diversen
- kwakkelweer
- technisch weer
- waterkoud
- dagrecord

### Bijzondere verschijnselen
- El Niño
- front
- inversielaag
- kruiend ijs
- IJsbal
- sneeuwlawine
- saharastof

## Meetinstrumenten
Meetinstrumenten en hulpmiddelen waarmee (amateur) meteorologen metingen kunnen uitvoeren zijn:
- barometer
- hygrometer
- loodsballon
- regenmeter
- thermometer
- weerballon
- weerhut
- weerradar
- zonneschijnmeter